# Дејан Ристановић
Дејан Ристановић (Београд, 16. април 1963) један је од пионира рачунарске штампе у бившој Југославији, аутор је специјалног издања часописа „Галаксија“, под називом „Рачунари у вашој кући“, објављеног у децембру 1983. године. Ово издање садржало је упутство у облику шематског дијаграма за изградњу рачунара Галаксија развијеног од стране Воје Антонића. Ристановић је касније био дугогодишњи уредник часописа „Рачунари“, а онда и оснивач и главни уредник рачунарског часописа „PC Press“, првог приватног рачунарског часописа у Србији. Заједно са Зораном Животићем у новембру 1989. је основао Сезам, који је израстао у велики ББС, а касније прерастао у СезамПро он лајн, мрежни систем и Интернет провајдер.
Био је ученик Математичке гимназије у Београду, генерације која је дипломирала 1981.